# Депутати Верховної Ради Автономної Республіки Крим 5-го скликання
Список депутатів Верховної Ради Автономної Республіки Крим 5-го скликання (2006–2010)
| Прізвище ім'я по батькові         | Рік народження | партійність                                            | Від кого обрано                          | Місце проживання         |
| --------------------------------- | -------------- | ------------------------------------------------------ | ---------------------------------------- | ------------------------ |
| Абдулаєв Азіз Рефатович           | 1953           | Безпартійний                                           | Народний Рух України                     | Сімферополь              |
| Авідзба Анатолій Мканович         | 1951           | Компартія України                                      | Компартія України                        | Ялта                     |
| Агєєв Віктор Миколайович          | 1959           | Партія регіонів                                        | Блок «За Януковича!»                     | Сімферополь              |
| Акімов Павло Іванович             | 1951           | Партія регіонів                                        | Блок «За Януковича!»                     | Роздольненський район    |
| Аматуні Ашот Апетович             | 1923           | Безпартійний                                           | Виборчий блок «Блок Куніцина»            | Сімферополь              |
| Антоньєва Ганна Петрівна          | 1961           | безпартійна                                            | Блок «За Януковича!»                     | Кіровоград               |
| Ануфрієв Володимир Олександрович  | 1938–2011      | Партія регіонів                                        | Блок «За Януковича!»                     | Сімферопольський район   |
| Аронов Рувим Львович              | 1955           | Народно-демократична партія                            | Виборчий блок «Блок Куніцина»            | Сімферополь              |
| Бартєнєв Олександр Володимирович  | 1956–2013      | Партія регіонів                                        | Блок «За Януковича!»                     | Феодосія                 |
| Бахарєв Костянтин Михайлович      | 1972           | Безпартійний                                           | Блок «За Януковича!»                     | Сімферополь              |
| Бахарєв Михайло Олексійович       | 1947           | Безпартійний                                           | Компартія України                        | Сімферополь              |
| Бейм Сергій Геннадійович          | 1968           | Безпартійний                                           | Блок Юлії Тимошенко                      | Сімферополь              |
| Білозеров Валерій Михайлович      | 1955           | Всеукраїнське об'єднання «Батьківщина»                 | Блок Юлії Тимошенко                      | Керч                     |
| Бубнов Євген Григорович           | 1958           | Партія регіонів                                        | Блок «За Януковича!»                     | Сімферополь              |
| Бурею Іван Степанович             | 1944           | Партія регіонів                                        | Блок «За Януковича!»                     | Сімферополь              |
| Васильєв Олександр Модестович     | 1959           | Партія регіонів                                        | Блок «За Януковича!»                     | Сімферополь              |
| Веліжанський Сергій Костянтинович | 1960           | Всеукраїнське об'єднання «Батьківщина»                 | Блок Юлії Тимошенко                      | Сімферополь              |
| Волков Олександр Петрович         | 1946           | Партія регіонів                                        | Блок «За Януковича!»                     | Сімферополь              |
| Гресс Олександр Олександрович     | 1971           | Республіканська партія України                         | Опозиційний блок "Не Так!"               | Сімферополь              |
| Гржибовська Галина Миколаївна     | 1947           | Республіканська партія України                         | Опозиційний блок «Не Так!»               | Сімферополь              |
| Гривковський Едуард Олександрович | 1969           | Партія «Союз»                                          | Партія «Союз»                            | Сімферополь              |
| Гриневич Андрій Анатолійович      | 1969           | Компартія України                                      | Компартія України                        | Сакський район           |
| Гриценко Анатолій Павлович        | 1958           | Партія регіонів                                        | Блок «За Януковича!»                     | Ленінський район         |
| Дишлевой Ігор Іванович            | 1972           | Партія «Союз»                                          | Партія «Союз»                            | Сакський район           |
| Єжова Тетяна Семенівна            | 1957           | Компартія України                                      | Компартія України                        | Сімферополь              |
| Єрмак Валерій Федорович           | 1942–2013      | Безпартійний                                           | Партія «Союз»                            | Сімферополь              |
| Жилін Анатолій Олексійович        | 1949           | Партія регіонів                                        | Блок «За Януковича!»                     | Сімферополь              |
| Зайцев Петро Дмитрович            | 1952           | Партія регіонів                                        | Блок «За Януковича!»                     | Сімферополь              |
| Запорожець Петро Петрович         | 1950           | Партія регіонів                                        | Блок «За Януковича!»                     | Сімферополь              |
| Захаров В'ячеслав Романович       | 1947           | Компартія України                                      | Компартія України                        | Сімферополь              |
| Звєрєва Тетяна Миколаївна         | 1950           | Всеукраїнське об'єднання «Батьківщина»                 | Блок Юлії Тимошенко                      | Сімферополь              |
| Зубков Олег Олексійович           | 1968           | Безпартійний                                           | Блок Юлії Тимошенко                      | Ялта                     |
| Іванов Валерій Валерійович        | 1975           | Прогресивна соціалістична партія України               | Блок Наталії Вітренко «Народна опозиція» | Сімферополь              |
| Ієно Павло Олександрович          | 1976           | Партія регіонів                                        | Блок «За Януковича!»                     | Керч                     |
| Ільясов Ремзі Ільясович           | 1958           | Безпартійний                                           | Народний Рух України                     | Сімферополь              |
| Іоффе Григорій Адольфович         | 1953           | Партія регіонів                                        | Блок «За Януковича!»                     | Сімферополь              |
| Казарін Володимир Павлович        | 1952           | Безпартійний                                           | Виборчий блок «Блок Куніцина»            | Сімферополь              |
| Казаченко Сергій Васильович       | 1962           | Демократична партія України                            | Виборчий блок «Блок Куніцина»            | Сімферополь              |
| Кайбуллаєв Шевкет Енверович       | 1954           | Безпартійний                                           | Народний Рух України                     | Сімферополь              |
| Кличников Володимир Миколайович   | 1964           | Партія «Союз»                                          | Партія «Союз»                            | Сімферополь              |
| Князьків Олександр Віталійович    | 1963           | Партія «Союз»                                          | Партія «Союз»                            | Саки                     |
| Ковітіді Ольга Федорівна          | 1962           | безпартійна                                            | Виборчий блок «Блок Куніцина»            | Сімферополь              |
| Козенко Андрій Дмитрович          | 1981           | Руський блок                                           | Блок «За Януковича!»                     | Сімферополь              |
| Колісниченко Микола Петрович      | 1949           | Партія регіонів                                        | Блок «За Януковича!»                     | Білогірський район       |
| Коноваленко Галина Іванівна       | 1957           | Партія регіонів                                        | Блок «За Януковича!»                     | Сімферополь              |
| Константинов Володимир Андрійович | 1956           | Партія регіонів                                        | Блок «За Януковича!»                     | Сімферополь              |
| Копаєнко Лариса Федорівна         | 1942           | Всеукраїнське політичне об'єднання «Жінки за майбутнє» | «Опозиційний блок НЕ ТАК!»               | Сімферополь              |
| Корнілов Юрій Петрович            | 1953           | Компартія України                                      | Компартія України                        | Євпаторія                |
| Котляревський Микола Миколайович  | 1973           | Партія «Союз»                                          | Партія «Союз»                            | Євпаторія                |
| Красикова Тетяна Олександрівна    | 1945           | Всеукраїнське об'єднання «Батьківщина»                 | Блок Юлії Тимошенко                      | Сімферополь              |
| Крижко Олексій Леонтійович        | 1938–2008      | Безпартійний                                           | Блок «За Януковича!»                     | Сімферополь              |
| Куніцин Сергій Володимирович      | 1960           | Народно-демократична партія                            | Виборчий блок «Блок Куніцина»            | Сімферополь              |
| Кучеренко Валерій Михайлович      | 1948           | Компартія України                                      | Компартія України                        | Сімферополь              |
| Лієв Олександр Сергійович         | 1976           | Безпартійний                                           | Виборчий блок «Блок Куніцина»            | Севастополь              |
| Лубіна Людмила Євгенівна          | 1957           | безпартійна                                            | Блок Наталії Вітренко «Народна опозиція» | Сімферополь              |
| Лукашев Ігор Михайлович           | 1962           | Партія регіонів                                        | Блок «За Януковича!»                     | Сімферополь              |
| Матвєєв Станіслав Олегович        | 1955           | Руський блок                                           | Блок «За Януковича!»                     | Саки                     |
| Мельник Олександр Йосипович       | 1971           | Безпартійний                                           | Блок «За Януковича!»                     | Сімферополь              |
| Мельникова Людмила Василівна      | 1949           | Руський блок                                           | Блок «За Януковича!»                     | Алушта                   |
| Миримський Лев Юлійович           | 1960           | Партія «Союз»                                          | Партія «Союз»                            | Сімферополь              |
| Михайлов Євген Анатолійович       | 1951           | Партія регіонів                                        | Блок «За Януковича!»                     | Сімферополь              |
| Могаричев Юрій Миронович          | 1964           | Всеукраїнське об'єднання «Батьківщина»                 | Блок Юлії Тимошенко                      | Сімферополь              |
| Можаєва Тетяна Олегівна           | 1958           | Всеукраїнське об'єднання «Батьківщина»                 | Блок Юлії Тимошенко                      | Сімферополь              |
| Мустецов Вадим Анатолійович       | 1962           | Партія регіонів                                        | Блок «За Януковича!»                     | Красногвардійський район |
| Нестеренко Юрій Ілліч             | 1947–2007      | Партія регіонів                                        | Блок «За Януковича!»                     | Сімферополь              |
| Овдієнко Олександр Дмитрович      | 1965           | Всеукраїнське об'єднання «Батьківщина»                 | Блок Юлії Тимошенко                      | Євпаторія                |
| Пілунський Леонід Петрович        | 1947           | Народний Рух України                                   | Народний Рух України                     | Сімферополь              |
| Попов Віктор Анатолійович         | 1970           | Безпартійний                                           | Блок Наталії Вітренко «Народна опозиція» | Сімферополь              |
| Присяжнюк Анатолій Йосипович      | 1953           | Безпартійний                                           | Компартія України                        | Сімферополь              |
| Раскін Сергій Михайлович          | 1947           | Безпартійний                                           | Блок Юлії Тимошенко                      | Сімферополь              |
| Ремез Валерій Васильович          | 1963           | Партія «Союз»                                          | Партія «Союз»                            | Сімферопольський район   |
| Різун Микола Васильович           | 1945           | Партія «Союз»                                          | Партія «Союз»                            | Сімферополь              |
| Рогозенко Анатолій Володимирович  | 1961           | Партія регіонів                                        | Блок «За Януковича!»                     | Совєтський район         |
| Родівілов Олег Леонідович         | 1965           | Руський блок                                           | Блок «За Януковича!»                     | Євпаторія                |
| Романенко Сергій Дмитрович        | 1939           | Партія регіонів                                        | Блок «За Януковича!»                     | Сімферополь              |
| Рудаков Віталій Степанович        | 1948           | Руський блок                                           | Блок «За Януковича!»                     | Чорноморське             |
| Русецький Олег Леонідович         | 1961           | Партія «Союз»                                          | Партія «Союз»                            | Сімферопольський район   |
| Савченко Світлана Борисівна       | 1965           | Партія «Союз»                                          | Партія «Союз»                            | Сімферополь              |
| Салієв Сервер Ібрагімович         | 1947           | Безпартійний                                           | Народний Рух України                     | Сімферополь              |
| Свірідонов Олександр Миколайович  | 1946           | Безпартійний                                           | Виборчий блок «Блок Куніцина»            | Сімферополь              |
| Свістунов Олександр Григорович    | 1947           | Русский блок                                           | Блок «За Януковича!»                     | Сімферополь              |
| Сеттаров Раєт Рефатович           | 1961           | Безпартійний                                           | Народний Рух України                     | Сімферополь              |
| Сибільов Олександр Андрійович     | 1946           | Соціал-демократична партія України (об'єднана)         | Опозиційний блок НЕ ТАК!                 | Сімферополь              |
| Сидорова Софія Іванівна           | 1943           | безпартійна                                            | Блок «За Януковича!»                     | Сімферополь              |
| Симонова Тетяна Купріянівна       | 1949           | Руський блок                                           | Блок «За Януковича!»                     | Армянськ                 |
| Слабовський Володимир Леонардович | 1962           | Партія «Союз»                                          | Партія «Союз»                            | Сімферополь              |
| Слюсаренко Олег Олександрович     | 1967           | Партія регіонів                                        | Блок «За Януковича!»                     | Армянськ                 |
| Стадник Віталій Михайлович        | 1960           | Безпартійний                                           | Виборчий блок «Блок Куніцина»            | Сімферополь              |
| Сулейманов Абмажит Мамбетович     | 1957           | Безпартійний                                           | Народний Рух України                     | Совєтський район         |
| Сумцов Андрій Анатолійович        | 1974           | Партія «Російсько-Український Союз» (РУСЬ)             | Блок Наталії Вітренко «Народна опозиція» | Київ                     |
| Табачник Дмитро Володимирович     | 1963           | Партія регіонів                                        | Блок «За Януковича!»                     | Київ                     |
| Тараненко Сергій Євгенович        | 1954           | Безпартійний                                           | Компартія України                        | Ялта                     |
| Теміндаров Смаїл Сулейманович     | 1962           | Безпартійний                                           | Народний Рух України                     | Феодосія                 |
| Токарев Павло Володимирович       | 1961           | Безпартійний                                           | Блок Наталії Вітренко «Народна опозиція» | Сімферополь              |
| Туманова Валентина Вікторівна     | 1947           | Партія регіонів                                        | Блок «За Януковича!»                     | Сімферополь              |
| Удовіна Ольга Максимівна          | 1953           | Народно-демократична партія                            | Виборчий блок «Блок Куніцина»            | Сімферополь              |
| Умрихіна Тетяна Вікторівна        | 1953           | Партія регіонів                                        | Блок «За Януковича!»                     | Керч                     |
| Фікс Юхим Зісьєвич                | 1946           | Соціал-демократична партія України (об'єднана)         | Опозиційний блок НЕ ТАК!                 | Сімферополь              |
| Ходацька Ольга Володимирівна      | 1964           | Партія «Російсько-Український Союз» (РУСЬ)             | Блок Наталії Вітренко «Народна опозиція» | Київ                     |
| Цеков Сергій Павлович             | 1953           | Партія регіонів                                        | Блок «За Януковича!»                     | Сімферополь              |
| Черевков Микола Вікторович        | 1955           | Партія регіонів                                        | Блок «За Януковича!»                     | Керч                     |
| Черкашин Володимир Сергійович     | 1952           | Руський блок                                           | Блок «За Януковича!»                     | Сімферополь              |
| Черняк Олексій Юрійович           | 1973           | Партія регіонів                                        | Блок «За Януковича!»                     | Сімферополь              |
| Чулкова Лариса Володимирівна      | 1954           | Руський блок                                           | Блок «За Януковича!»                     | Сімферополь              |
| Шацьких Олексій Олексійович       | 1964           | Партія «Союз»                                          | Партія «Союз»                            | Совєтський район         |
| Шарейко Василь Васильович         | 1979           | Прогресивна соціалістична партія України               | Блок Наталії Вітренко «Народна опозиція» | Сімферополь              |
| Шевцов Олександр Олександрович    | 1948           | Руський блок                                           | Блок «За Януковича!»                     | Сімферополь              |
| Шкаберін Володимир Миколайович    | 1952           | Безпартійний                                           | Виборчий блок «Блок Куніцина»            | Сімферополь              |
| Шуфрич Нестор Іванович            | 1966           | Соціал-демократична партія України (об'єднана)         | Опозиційний блок НЕ ТАК!                 | Черкаси                  |
| Ясинський Володимир Борисович     | 1959           | Партія регіонів                                        | Блок «За Януковича!»                     | Київ                     |